# Ferenc Plattkó

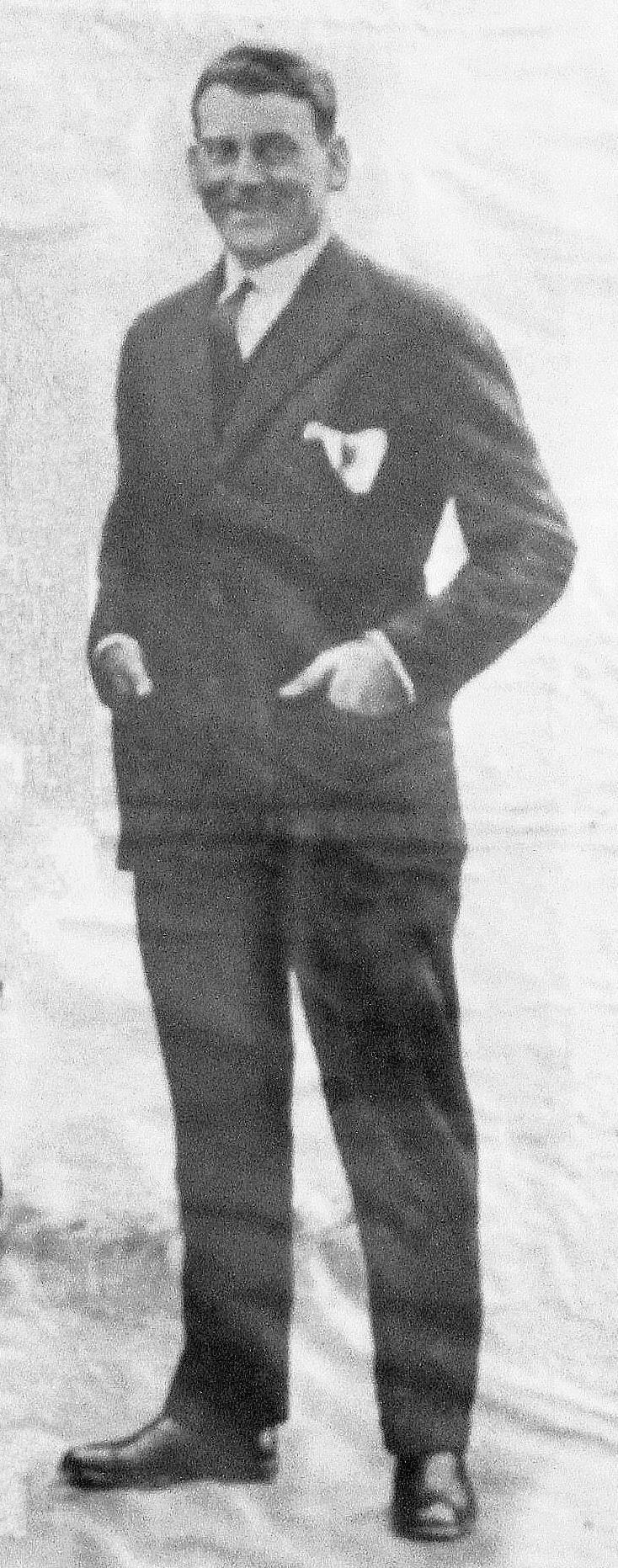
Ferenc Plattko (1928)

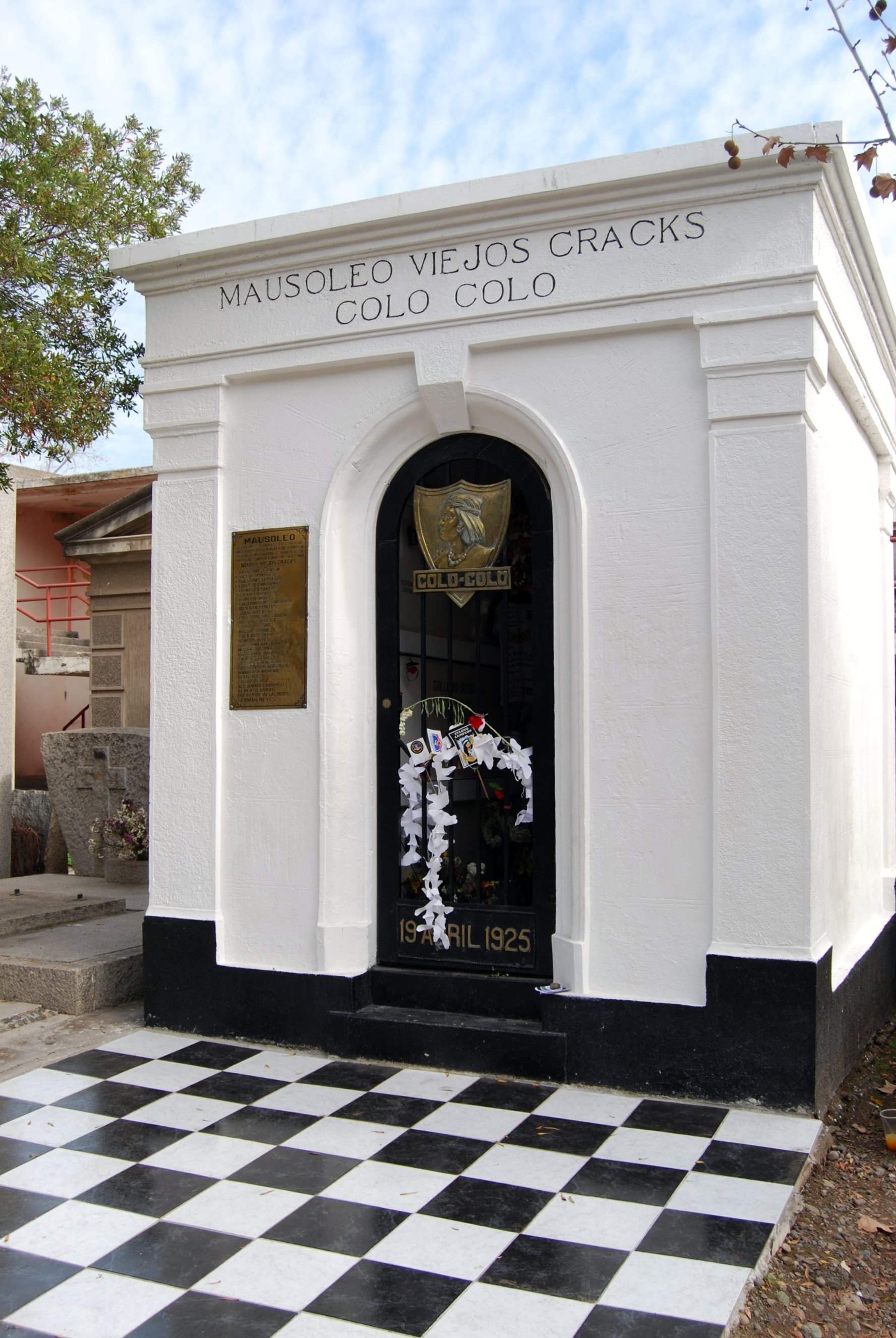
Letzte Ruhestätte: Mausoleum von Colo-Colo

Ferenc Plattkó, auch Ferenc Patkó, Franz Platko und Francisco Platko, (* 2. Dezember 1898 in Budapest, Österreich-Ungarn; † 2. September 1983 in Santiago de Chile, Chile) war ein ungarischer Fußballtormann und Fußballtrainer, der als Spieler mit dem MTK ungarischer Meister und dem FC Barcelona spanischer Meister wurde. Als Trainer gewann er unter anderem die Meisterschaft von Rumänien mit Venus Bukarest und mit CSD Colo-Colo dreimal die von Chile sowie eine Vizemeisterschaft von Spanien mit dem FC Barcelona.
Seine Brüder István (1883–1966) und Károly (1896–?) hatten nachhaltige Trainerkarrieren in Spanien.

## Vereinskarriere
Plattkó machte seine ersten fußballerischen Erfahrungen ab 1909 beim Budapester BTK, von wo er 1911 zum Globus TC wechselte, ehe er sich, von Beruf Fräser, 1914 dem Verein der Eisen- und Metallarbeiter Vasas anschloss. Im Jahr 1916 wurde die kriegsbedingt ausgesetzte Fußballmeisterschaft in Ungarn wieder aufgenommen und Vasas setzte sich in einem Aufstiegsduell gegen den Letzten der zuletzt beendeten Meisterschaft KAOE mit 5:0 durch und spielte damit erstmals in der höchsten Spielklasse.
Dort konnte Vasas sich mit seinem jungen Tormann auf Anhieb behaupten und am Saisonende den sechsten Platz belegen. Noch überzeugender war allerdings Plattkó selbst, der am Saisonende zum ungarischen Spieler des Jahres gewählt wurde. In den beiden folgenden Saisonen konnten sich die Rot-Blauen noch weiter verbessern und als Tabellenvierte abschließen. Dem Tormann wurden akrobatische Fähigkeiten und großer Mut nachgesagt.
Im Herbst 1919 emigrierte eine Reihe von ungarischen Fußballern nach Wien, nicht zuletzt um den Nachkriegswirren in Budapest zu entgehen. Auch Plattkó nahm ein Angebot des Wiener AF an, wo er gemeinsam mit seinen Landsleuten József Ging und Péter Szabó spielte. Da die ungarischen Spieler jedoch über keine Freigaben ihrer Vereine verfügten, erwirkte der ungarische Verband mit Jahresende eine Sperre. Im Gegensatz zu einigen seiner Landsleute, die auf die schließlich im Frühjahr einlangenden Freigaben warteten, kehrte Plattkó nach Budapest zurück, wo er wieder für Vasas spielte.
Im Sommer 1920 stellte ein deutscher Geschäftsmann ein ungarisches Profiteam zusammen, das gegen eine deutsche Berufsspielermannschaft antreten und auf eine einjährige Deutschland- und Europatournee gehen sollte. Plattkó schloss sich diesem Unternehmen an, gemeinsam mit einigen anderen Nationalspielern wie Gyula Feldmann, Mihály Pataki, József Ging, Sándor Nemes und József Viola. Die Tournee musste nach wenigen Wochen mangels Erfolg abgebrochen werden, die Spieler klagten ihre ausstehenden Gehälter ein und kehrten nach Ungarn bzw. Österreich zurück, wo sie sich vor den jeweiligen Verbänden zu verantworten hatten.
Plattkó hingegen erhielt ein Angebot des englischen Vereins FC Middlesbrough und reiste nach England ab. In Yorkshire konnte der Tormann jedoch kein einziges Pflichtspiel bestreiten, da ihm die Arbeitserlaubnis von den Behörden versagt wurde. Der Spieler kehrte daher 1921 nach Ungarn zurück, wo er allerdings auf Grund der Berufsspielerepisode gesperrt war und arbeitete zunächst bei der Magyar–Olasz Bank, deren Firmenmannschaft er auch betreute. Danach war er beim AFK Kula als Spielertrainer sowie kurzzeitig bei Sparta Prag tätig, ehe er 1922 wieder nach Budapest kam und vom MTK engagiert wurde. Mit der Mannschaft rund um György Orth, József Braun und Gyula Mándi konnte er seinen ersten Meistertitel feiern.
Im Dezember 1922 unternahm der MTK eine Spanientournee und spielte dabei auch zweimal gegen den FC Barcelona. Plattkó ließ in beiden Spielen keinen Gegentreffer zu und beeindruckte dabei die Verantwortlichen des Gastgebers, die auf der Suche nach einem Nachfolger für den zum Lokalrivalen Espanyol abgewanderten Ricardo Zamora waren. Der Tormann nahm das Angebot der Katalanen an und übersiedelte nach Barcelona. Nach den damals in Spanien geltenden Bestimmungen durfte ein Spieler nur dann an Spielen von offiziellen Wettbewerben teilnehmen, wenn er mindestens 18 Monate in Spanien gelebt hatte. Plattkó bestritt daher in seinen ersten anderthalb Jahren beim Verein ausschließlich Freundschaftsspiele und lief erst im Oktober 1924 erstmals in einem Spiel der katalanischen Meisterschaft auf. Mit einer Mannschaft, in der unter anderem auch die Vereinslegenden Josep Samitier und Paulino Alcántara sowie der deutsche Emil Walter spielten, dominierte der FC Barcelona die katalanische Liga und holte in den folgenden sechs Jahren fünfmal den Titel.
Da es Mitte der 1920er Jahre noch keine nationale spanische Liga gab, war die Copa del Rey der bedeutendste Landesbewerb. Dreimal konnte Plattkós Mannschaft diesen Pokal während seiner Zeit beim Verein erringen, dabei bestritt er sowohl 1925 das Finale beim 2:0 gegen den Arenas Club de Getxo, als auch 1926 beim 3:2 gegen Atlético Madrid. 1928 zog er sich im ersten Finalspiel gegen Real Sociedad beim Verhindern eines sicheren Gegentores eine schwere Kopfwunde zu, die ihn zwischenzeitlich aus dem Spiel nahm und mit sechs Stichen genäht werden musste. Dass er nach der Behandlung mit stark bandagiertem Kopf wieder ins Tor zurückkehrte, beeindruckte den anwesenden Dichter Rafael Alberti derart, dass er dem Torhüter das Gedicht Oda a Platko widmete. Barcelona sollte den Cup schließlich im zweiten Wiederholungsspiel, allerdings ohne Plattkó, gewinnen.
1928/29 wurde erstmals eine gesamtspanische Meisterschaft ausgetragen und der FC Barcelona konnte sich am Ende mit zwei Punkten Vorsprung vor Real Madrid durchsetzen. In der folgenden Saison musste sich Barça Athletic Bilbao geschlagen geben und wurde Vizemeister. Am 26. Jänner machte er dabei bei einer 1:4-Heimniederlage gegen Real Madrid sein letztes Ligaspiel für den Verein. Eine Woche später folgte sein letzter Einsatz für Barcelona bei einem 4:1 um die katalonische Meisterschaft gegen CF Badalona. Während des Spiels verletzte er sich und es folgte ein längerer Spitalaufenthalt. Später beklagte sich Plattkó über die mangelnde Unterstützung durch den Verein in dieser Phase. Nicht einmal ein Besuch von Offiziellen sei ihm beschieden gewesen. Das soll ihm Spanien verleidet haben. Nach Saisonende wurde er abgebaut und Joan Uriach ersetzte ihn in der folgenden Saison.
Er soll ein Angebot von Real Madrid gehabt haben, und auch eines vom mexikanischen Verband als Nationaltrainer, dass er annehmen wollte, falls ihm in Europa nichts pässliches zukäme. Einstweilen bemühte er sich um einen Verein in Budapest, fand aber keinen der bereit war hinreichend zu bezahlen. Im Oktober hatte Plattkó ein sehr kurzes Engagement als Spielertrainer in Rumänien beim Berufsspielerverein Ripensia Timișoara. Anfang November war es dort schon vorbei und er stellte fest, dass der Professionalismus dort erst im Frühjahr des folgenden Jahres richtig einsetzen würde und beklagte die Qualität von Spielermaterial und Nachwuchs sowie auch des dereinst guten Platzes. Einstweilen war er erneut als Zamorra-Nachfolger bei Real im Gespräch.
Im Januar 1931 wurde er mit einem Handgeld von 44.000 Peseten vom in einer regionalen Liga spielenden Recreativo Huelva angelockt. Doch bereits Mitte des Jahres begab er sich mit dem durch seinen Stadionneubau finanziell schlagseitig und daraufhin sportlich unterklassig gewordenen Racing Club de Madrid auf eine große Amerikareise, wo der Verein verzweifelt versuchte Geld zu verdienen. Aus Peru verlautete dabei, dass Plattkó möglicherweise auf den Spuren seines Landsmannes György „Jorge“ Orth wandeln wolle, der 1930 bis 1931 in Chile reüssierte, und sich in Südamerika als Trainer verdingen wolle. Doch einstweilen ging die Reise via Kuba und Mexiko weiter in die Vereinigten Staaten. Im Oktober stand er dabei vor 2.000 Zusehern bei einem 2:1-Sieg gegen New York Hakoah um Bela Guttmann im Tor, was wohl der letzte sportliche Aufschrei des Madrider Vereins war. Die Tournee endete in einem finanziellen Debakel und die Spieler mussten im November auf Kosten des spanischen Verbands zurück nach Europa verschifft werden. Dort löste sich die Mannschaft großteils auf und der Verein verabschiedete sich bald zur Gänze aus der Fußballgeschichte.
In den Weihnachtsfeiertagen von 1931 hütete er in zwei Spielen gegen den Wiener Sportklub (4:2, 3:1) nochmals das Tor von Barça. Anfang 1932 spielte er bis zum Saisonende in der Schweiz für den FC Basel. Im Juni 1932 schloss er sich Red Star Olympique aus Paris an um für diese auf einer Tournee durch Deutschland und Polen das Tor zu warten. Die Pariser kamen dabei unter anderem zu einem 2:1-Erfolg beim Hamburger SV. Mitte September wurde er vom französischen Verein FC Mulhouse angeheuert, nachdem sich dort abzeichnete, dass der deutsche Nationaltorwart Willibald Kreß wegen Verstoßes gegen die Amateurbestimmungen bei seinem Vorverein Rot-Weiss Frankfurt vom DFB keine Freigabe erhalten würde. In der erstmals ausgetragenen professionellen Division 1 stiegen die Elsässer als Tabellenletzter der Gruppe A sogleich wieder ab. Plattkó hätte sich wohl besser am Österreicher Ferdl Swatosch orientiert, der von Mai bis November Spielertrainer beim Verein war und dessen Funktion als Trainer er nach dessen Abgang mit übernahm. „Eine ganz schreckliche Gesellschaft, natürlich rein fußballerisch gesehen“, meinte er. „Die Spieler sind Belehrungen unzugänglich und es ist auch unmöglich sie zu regelmäßigen Training anzuhalten.“

## Nationalteam
Sein Debüt für die ungarische Nationalmannschaft gab Plattkó im Alter von 18 Jahren, als er bei einem 4:1-Sieg gegen Österreich im Juli 1917 zwischen den Torstangen stand und damit der erste Nationalspieler von Vasas wurde. Zwei weitere Spiele gegen denselben Gegner folgten noch im selben Jahr, ehe sich der erfahrene Károly Zsák wieder den Stammposten im ungarischen Tor zurückerobern konnte. Auf Grund seiner Auslandsaufenthalte kam Plattkó nur mehr selten zum Einsatz, zum sechsten und letzten Mal im März 1923 gegen die Schweiz.
Plattkó hatte auch eine Einladung, um mit der Ungarischen Nationalmannschaft an den Olympischen Spielen 1924 in Paris teilzunehmen, bekam allerdings dazu vom FC Barcelona keine Freigabe.

## Trainerkarriere
1930 begann Plattkó seine Trainerkarriere als Spielertrainer bei Ripensia Timisoara, 1931 unterschrieb er als Spielertrainer bei Recreativo Huelva, ehe er 1932 nochmals als Spieler tätig wurde und das Tor des FC Basel hütete. Im selben Jahr löste er Ferdinand Swatosch auf der Trainerbank des französischen Erstligisten FC Mulhouse ab und lief für den Verein auch als Tormann auf. Die Elsässer mussten allerdings am Saisonende als Tabellenletzte ihrer Gruppe absteigen. In der folgenden Saison war er in selber Funktion beim Zweitligisten RC Roubaix tätig, wo jedoch der Aufstieg nicht gelang.
1934 kehrte Plattkó zu Barcelona zurück und übernahm dort als Nachfolger des vormaligen Meistertrainers des FC Bayern Richard „Dombi“ Kohn den Trainerposten. Zwar konnte wieder die katalanische Meisterschaft gewonnen werden, in der spanischen Meisterschaft reichte es allerdings nur zu einem enttäuschenden sechsten Platz und der Ungar musste den Verein wieder verlassen. Der FC Barcelona verpflichtete den Iren Patrick O’Connell an seiner Stelle. Es folgte eine kurzzeitige Tätigkeit bei Académico de Porto, ehe der Trainer in die Vereinigten Staaten reiste und das US-amerikanische Olympiateam auf die Spiele in Berlin vorbereitete, wo man in der ersten Runde knapp am späteren Olympiasieger Italien scheiterte. Im selben Jahr blieb auch sein zweiter Versuch, in England zu arbeiten, erfolglos. Trotz einer Einladung des FC Arsenal erhielt er auch diesmal keine Arbeitsbewilligung.
Im Sommer 1936 übernahm er den rumänischen Verein Venus Bukarest, den er 1937 zum Meistertitel führte, ehe er ein Angebot von D.U.I.G. Braila aus der Divizia A und Gloria C.F.R Galați aus der Divizia B annahm. Im Anschluss betreute Plattkó den galicischen Verein Celta Vigo, als auf Grund des spanischen Bürgerkrieges nur regionale Bewerbe ausgetragen wurden. 1938 trainierte er den polnischen Verein KS Cracovia.
Ende Juni 1939 sah er chilenischen Verein CSD Colo-Colo bei einem 9:1-Sieg gegen CD Magallanes das erste Mal. Ab August saß er selbst auf der Trainerbank und gewann mit dem noch im selben Jahr den Meistertitel, den erst zweiten der Vereinsgeschichte. 1940 wurde er Nachfolger seines Landsmannes Imre „Emérico“ Hirschl auf der Trainerbank von CA River Plate in der argentinischen Hauptstadt Buenos Aires. Dort war er damit befasst die Taktik seines Vorgängers zu modernisieren und er versuchte die Verteidigung auf eine „M“-Formation (aus dem WM-System) umzustellen, was ihm aber keinen direkten Erfolg beschied. Nach sieben Niederlagen in den ersten zwölf Saisonspielen wurde sein Engagement bei der in jener Ära erfolgsverwöhnten Startruppe beendet. Sein Nachfolger Renato Cesarini formte die legendäre Maquina, eine der herausragenden Formationen der Fußballgeschichte.
Plattkó kehrte 1941 nach Santiago zurück, wo er seinen Landsmann Máximo (Miksa) Garay ablöste, der nach Guillermo Saavedra sein zweiter Nachfolger war. Er führte Colo-Colo mit der von ihm implementierten WM-Formation zum zweiten Mal, dieses Mal sogar ungeschlagen, zur chilenischen Meisterschaft von 1941. Das brachte ihm nachhaltig den Ruf eines großen Innovators des chilenischen Fußballs ein. Der dritte Verteidiger, der spätere Stopper, bekam in Chile zunächst den Beinamen half-polícia, „Halb-Polizist“.
1941 übernahm Plattkó auch parallel auch den Posten des chilenischen Nationaltrainers, den er im Laufe seiner Karriere noch drei weitere Male bekleiden sollte, bei dem Campeonato Sudamericano 1942 belegten die Chilenen allerdings nur den vorletzten Platz. 1945 erreichte er mit den Chilenen bei dem Campeonato Sudamericano im eigenen Land den dritten Platz. Eines der schönsten Tore seiner Laufbahn von Heleno de Freitas sorgte für einen 1:0-Sieg der Brasilianer im letzten Spiel des Turniers und beendete die Träume der Chilenen, deren Mannschaft mit dem famosen Tormann Sergio Livingstone bei einem eigenen Sieg die Meisterschaft in einem Entscheidungsspiel gegen Argentinien gewinnen hätten können.
1945 trainierte Plattkó zunächst den damals reputierlichen Verein Deportes Magallanes in Santiago, ehe er nach Ende des Zweiten Weltkrieges nach Europa zurückkehrte und Trainer beim drittklassigen Real Valladolid wurde. Schon nach einer Saison ging er zurück nach Chile und betreute zwei Saisonen lang erneut Colo-Colo und gewann einen weiteren Meistertitel und danach ein Jahr den CD Santiago Morning.
Von Oktober 1949 bis April 1950 war diesmal als Nachfolger von Renato Cesarini Trainer der Boca Juniors. In den letzten acht Spieltagen von 1939 erreichte er dabei vier Siege, die halfen, dass der Verein am Ende einen Punkt vor den Abstiegsplätzen auf Platz 15 lag. Die nächste Saison begann er mit zwei Niederlagen aus drei Spielen und wurde nach einem 3:6 beim CA Platense entsorgt. Die Juniors wurden in jenem Jahr noch Vizemeister.
Anfang der 1950er Jahre war er technischer Direktor bei River Plate. 1952 kehrte er nach Chile zurück und trainierte CD Santiago Wanderers in Valparaíso. 1953 holte er mit Colo-Colo seinen vierten chilenischen Meistertitel. Bei Colo-Colo verblieb er in seiner letzten Amtszeit bis 1955 und kehrte anschließend nach Europa zurück. Verschiedentlich werden auch weitere Vereine in Chile genannt, die er gecoacht haben soll.
Zur Saison 1955/56 kehrte er zum FC Barcelona zurück, wo er Nachfolger des Italieners Sandro Puppo wurde, unter dem die Mannschaft mit 41 Punkten Vizemeister hinter Real Madrid wurde, das fünf Punkte mehr errang. Auch unter Plattkó wurde Barcelona Vizemeister, wenngleich mit 47 Punkten und nur einem Punkt Rückstand auf Athletic Bilbao. Seine Ligabilanz von 22 Siegen, drei Unentschieden und fünf Niederlagen war die bisher beste des Vereins. Die Serie von zehn Siegen in Folge in der Liga wurde erst in der Saison 2005/06 unter Frank Rijkaard übertroffen. Sein Niedergang war eine 1:3-Niederlage am 20. Mai im Pokal-Viertelfinale gegen den Lokalrivalen RCD Español. Der Verein entließ Plattkó danach wegen Zerwürfnis mit der Mannschaft. Insbesondere die Beziehung zwischen Plattkó und dem Star der Mannschaft László Kubala galt als angespannt. Bereits im Pokal-Rückspiel, das mit 4:4 endete, saß die Vereinslegende Josep Samitier, seinerzeit Technischer Direktor des Vereins, auf der Bank. In seine Amtszeit beim Verein fiel auch die erste Phase des Messestädte-Pokals 1955–1958, den die Katalanen schließlich für sich entscheiden konnten. Im Dezember erzielte der FC Barcelona hier Ergebnisse von 6:2 und 1:1 gegen die Stadtauswahl von Kopenhagen. In der folgenden Saison trainierte Domingo Balmanya die Katalanen und wurde mit ihnen Dritter – und gewann den Pokal durch einen 1:0-Finalsieg über Español.
Nach Ende seiner Trainerlaufbahn war Plattkó noch von 1957 bis 1964 als Talentsucher in Brasilien. Bei der Weltmeisterschaft 1962 in Chile traf er die ungarische Nationalmannschaft, für die er ein Unbekannter war.
1965 kehrte er noch einmal auf die Trainerbank zurück und wurde mit dem CD San Luis de Quillota, einem Verein aus der Región de Valparaíso, 16. in der Primera División von Chile, was immerhin eine Verbesserung um einen Rang gegenüber dem vorletzten Platz des Vorjahres darstellte.
Am 2. September 1983 verstarb er in Santiago im Alter von 84 Jahren an einem Krebsleiden. Er war durch die medizinischen Behandlungskosten verarmt und sein Ableben fand keine große Beachtung in der Öffentlichkeit. Er wurde im Mausoleo del Círculo de Antiguos Deportistas Juan Ramsay, einem Mausoleum für alte Sportler das nach dem großen Fußballpionier von Santiago benannt ist, auf dem Cementerio General de Santiago bestattet. Im April 2015 wurden seine sterblichen Überreste anlässlich des 90-jährigen Jubiläums von Colo-Colo in das Mausoleum der alten Stars von Colo-Colo, das Mausoleo de Los Viejos Cracks del Colo-Colo, umgebettet.
1946 veröffentlichte er in Santiago das Buch Arte y ciencia del futbol moderno, welches Taktik und Training behandelt.

## Erfolge

### Als Spieler
- 1 × Ungarischer Meister: 1923
- 1 × Spanischer Meister: 1929
- 5 × Katalanischer Meister: 1925, 1926, 1927, 1928, 1930
- 3 × Spanischer Cupsieger: 1925, 1926, 1928
- 6 Spiele für die ungarische Fußballnationalmannschaft: 1917–1923

### Als Trainer
- Copa América: Dritter Platz 1945
- 1 × Messestädtecup: 1955–1958
- 1 × Katalanischer Meister: 1935
- 1 × Rumänischer Meister: 1937
- 4 × Chilenischer Meister: 1939, 1941, 1953